# Nikolaj Velimirović
Nikolaj Velimirović (serbisk kyrilliska: Николај Велимировић; kyrkslaviska: Нїкола́й Велимировичъ), också kallad Helige Nikolaj av Žiča, eller ''Den serbiske Chrysostomos'', född den 4 januari 1881, död den 18 mars 1956, var en serbisk biskop och teolog. Han är även ett helgon i den Serbisk-ortodoxa kyrkan.

## Biografi

### Uppväxt och studier
Velimirović föddes i byn Lelić i staden Valjevo, i dåvarande Furstendömet Serbien av Dragomir och Katarina Velimirović. Som barn gick han och hans mor ofta till Chelijeklostret, som låg tre mil bort, för att delta i dess gudstjänster.
Efter att han hade tagit examen 1905 doktorerade han vid universitetet i Bern 1908 och vid King's College i Oxford 1909. När han återvände hem insjuknade han i dysenteri.

### Kyrkan
Om Velimirović skulle bli frisk, lovade han att tjäna Gud resten av sitt liv. Den 20 december 1909 prästvigdes han. 1910 reste han till dåvarande Kejsardömet Ryssland för att studera och förbereda sig för lärartjänst i Belgrad.
Efter att ha avslutat sina studier i Sankt Petersburg återvände han till Belgrad och undervisade bland annat i filosofi, logik och historia. I början av första världskriget sändes han till England, där han stannade i tre månader. Senare begav han sig till USA.
1919 återvände han till Serbien, som då tillhörde Kungariket Jugoslavien, där han vigdes till biskop för stiftet Žiča, men senare för Ohrid. 1921 inbjöds han att besöka Amerika igen och tillbringade två år som missionsbiskop. Under de följande tjugo åren föreläste han i olika kyrkor och universitet.
När Nazityskland invaderade Jugoslavien den 6 april 1941 arresterades Velimirović. 1944 sändes han till koncentrationslägret Dachau, där han torterades och bevittnade många grymheter. Efter att amerikanska trupper befriat fångarna i maj 1945, reste han till England.
När partisarneras ledare, Josip Broz Tito kom till makten i SFR Jugoslavien, stannade Velimirović kvar i England eftersom den Serbisk-ortodoxa kyrkan förföljdes under Titos styre. 1946 reste han till USA trots sina hälsoproblem som förvärrades på grund av hans tid i Dachau. Han undervisade i tre år vid Sankt Savas seminarium i Libertyville, Illinois innan han bosatte sig vid Sankt Tikhons seminarium i South Canaan, Pennsylvania 1951. Lördagen den 17 mars 1956 höll han sin sista liturgi.

### Död och helgonförklaring
Velimirović dog dagen efter i seminariet. Hans önskan var att begravas i sitt hemland, Serbien, men istället begravdes han vid Sankt Savas kloster i Libertyville i llinois. I april 1991 fördes hans reliker till Lelićklostret i Lelić. Den 19 maj 2003 blev han helgonförklarad och hans namn skrevs in i kyrkokalendern.

## Bilder

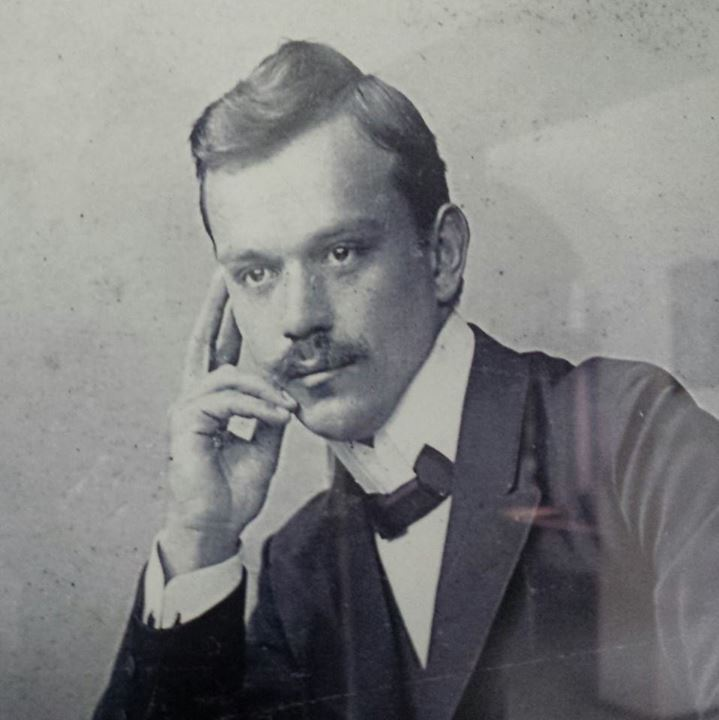
Velimirović som student
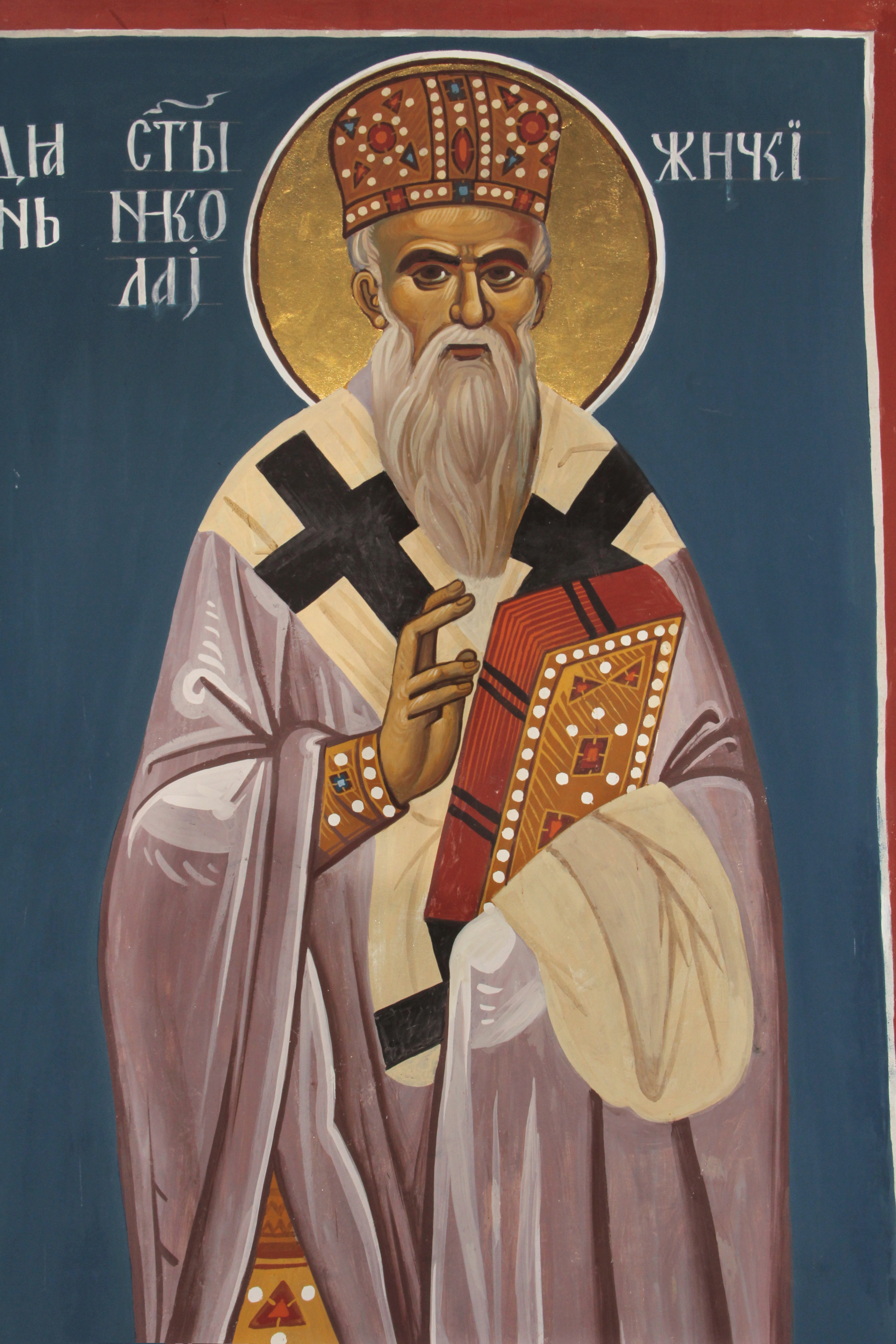
Velimirović avbildad i Helige Nikolaj Velimirović av Žičas kyrka i Trešnjevica
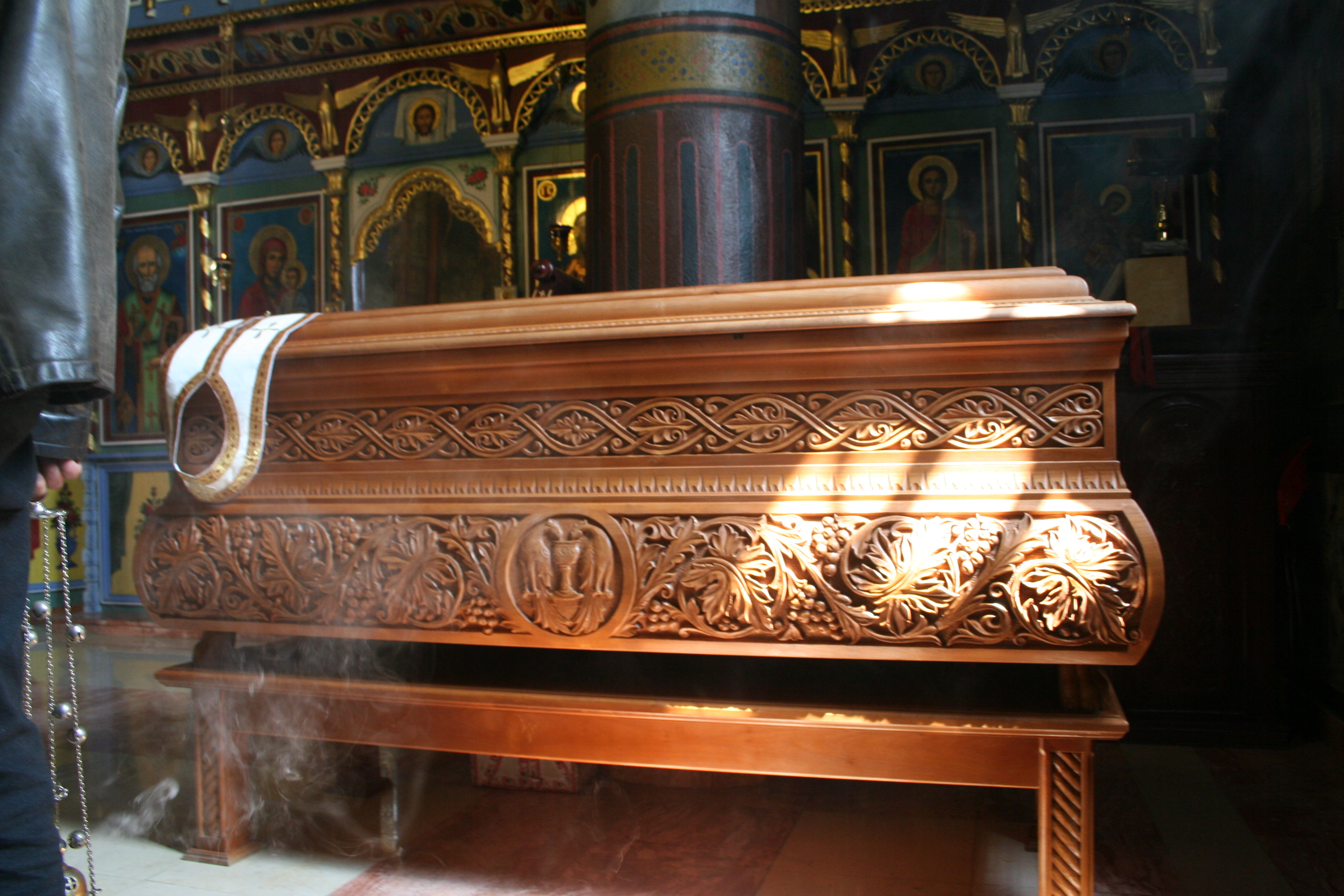
Velimirovićs reliker i en kista inne i Lelićklostret
Bön av Velimirović på kyrkslaviska